# Zsolt Kiss
Zsolt Elek Kiss (ur. 1942, zm. 2023) – polski historyk, archeolog, profesor od 1990 roku.

## Życiorys
Pracownik Zakładu Archeologii Śródziemnomorskiej PAN od 1964 roku. Od 2010 roku kierownik Zakładu Klasycznych Kultur Śródziemnomorskich w Instytucie Kultur Śródziemnomorskich i Orientalnych PAN. Był uczestnikiem wielu prac wykopaliskowych polskich misji archeologicznych na Bliskim Wschodzie (Kom el-Dikka w Aleksandrii, Palmyra). Zajmuje się religią i kulturą świata śródziemnomorskiego w okresie antyku ze szczególnym uwzględnieniem Egiptu.

## Wybrane publikacje
- Les publications du Centre d’Archéologie Méditerranéenne, Warszawa: Éditions Scientifiques de Pologne 1974.
- L’iconographie des princes julio-claudiens au temps d’Auguste et de Tibère, Varsovie: Éditions Scientifiques de Pologne 1975.
- Études sur le portrait impérial romain en Egypte, Varsovie: PWN 1984.
- 50 lat polskich wykopalisk w Egipcie i na Bliskim Wschodzie, red. Zsolt Kiss, Warszawa: Uniwersytet Warszawski. Stacja Archeologii Śródziemnomorskiej im. prof. Kazimierza Michałowskiego 1986.
- Sculptures des fouilles polonaises à Kôm el Dikka 1960-1982, Varsovie: PWN 1988.
- Les Ampoules de Saint Ménas découvertes à Kôm el-Dikka (1961-1981), Varsovie: PWN 1989.